# Gran Premio motociclistico d'Olanda 1957
Il Gran Premio motociclistico d'Olanda fu il terzo appuntamento del motomondiale 1957.
Si svolse sabato 29 giugno 1957 sul circuito di Assen, ed erano in programma tutte le classi in singolo oltre che i sidecar.
La 500 fu vinta dalla MV Agusta di John Surtees che doppiò il successo dell'anno precedente, la 350 da Keith Campbell con la Moto Guzzi (alla sua prima vittoria in carriera), la 250 e la 125 da Tarquinio Provini, in entrambi i casi su FB Mondial. Tra le motocarrozzette si impose l'equipaggio composto da Fritz Hillebrand e Manfred Grunwald su BMW e anche in questo caso fu il secondo successo consecutivo nei Paesi Bassi.
Le prove del gran premio furono teatro di alcuni gravi incidenti, in particolare ne fecero le spese Carlo Ubbiali, che rientrò alle gare solo al termine della stagione, e Bill Lomas, il cui infortunio lo portò a terminare la sua carriera agonistica; un incidente mortale avvenne anche tra le motocarrozzette al pilota tedesco Josef Knebel. Durante la gara delle 350 un altro infortunio capitò anche a Dickie Dale che non riuscì più a gareggiare nella stagione.

## Classe 500
Furono 26 i piloti alla partenza e ne vennero classificati 14 al termine della prova. Tra i ritirati Bob McIntyre (che aveva fatto registrare il giro più veloce in corsa), Keith Campbell, John Hartle e Umberto Masetti.

### Arrivati al traguardo
| Pos. | Pilota           | Moto      | Tempo      | Punti |
| ---- | ---------------- | --------- | ---------- | ----- |
| 1    | John Surtees     | MV Agusta | 1h 33:56.6 | 8     |
| 2    | Libero Liberati  | Gilera    | + 30.6     | 6     |
| 3    | Walter Zeller    | BMW       | + 1:01.7   | 4     |
| 4    | Jack Brett       | Norton    | + 2:30.0   | 3     |
| 5    | Ernst Hiller     | BMW       | + 2:51.6   | 2     |
| 6    | Keith Bryen      | Norton    | + 3:03.0   | 1     |
| 7    | John Hempleman   | Norton    | + 1 giro   |       |
| 8    | Roger Barker     | Norton    | + 1 giro   |       |
| 9    | Derek Minter     | Norton    | + 1 giro   |       |
| 10   | Michael O'Rourke | Norton    | + 2 giri   |       |
| 11   | Kenneth Tostevin | Norton    | + 2 giri   |       |
| 12   | Priem Rozenberg  | BMW       | + 2 giri   |       |
| 13   | Kees Koster      | Norton    | + 2 giri   |       |
| 14   | Anton Elbersen   | Norton    | + 2 giri   |       |

## Classe 350

### Arrivati al traguardo (posizioni a punti)
| Pos. | Pilota          | Moto       | Tempo | Punti |
| ---- | --------------- | ---------- | ----- | ----- |
| 1    | Keith Campbell  | Moto Guzzi |       | 8     |
| 2    | Bob McIntyre    | Gilera     |       | 6     |
| 3    | Libero Liberati | Gilera     |       | 4     |
| 4    | Jack Brett      | Norton     |       | 3     |
| 5    | Keith Bryen     | Norton     |       | 2     |
| 6    | John Hartle     | Norton     |       | 1     |

## Classe 250

### Arrivati al traguardo (posizioni a punti)
| Pos. | Pilota             | Moto       | Tempo      | Punti |
| ---- | ------------------ | ---------- | ---------- | ----- |
| 1    | Tarquinio Provini  | FB Mondial | 1h 01:23.1 | 8     |
| 2    | Cecil Sandford     | FB Mondial | + 1:28.1   | 6     |
| 3    | Sammy Miller       | FB Mondial | + 1:43.8   | 4     |
| 4    | Fortunato Libanori | MV Agusta  | + 2:29.3   | 3     |
| 5    | František Šťastný  | Jawa       | + 1 giro   | 2     |
| 6    | Arthur Wheeler     | Moto Guzzi | + 1 giro   | 1     |

## Classe 125

### Arrivati al traguardo (posizioni a punti)
| Pos. | Pilota             | Moto       | Tempo   | Punti |
| ---- | ------------------ | ---------- | ------- | ----- |
| 1    | Tarquinio Provini  | FB Mondial | 52:24.6 | 8     |
| 2    | Roberto Colombo    | MV Agusta  |         | 6     |
| 3    | Luigi Taveri       | MV Agusta  |         | 4     |
| 4    | Cecil Sandford     | FB Mondial |         | 3     |
| 5    | Fortunato Libanori | MV Agusta  |         | 2     |
| 6    | Sammy Miller       | FB Mondial |         | 1     |

## Classe sidecar

### Arrivati al traguardo (posizioni a punti)
| Pos. | Pilota           | Passeggero                  | Moto   | Tempo | Punti |
| ---- | ---------------- | --------------------------- | ------ | ----- | ----- |
| 1    | Fritz Hillebrand | Manfred Grunwald            | BMW    |       | 8     |
| 2    | Jackie Beeton    | Tony Partridge              | Norton |       | 6     |
| 3    | Loni Neußner     | Dieter Hess                 | BMW    |       | 4     |
| 4    | Edgar Strub      | Mick Woollett               | Norton |       | 3     |
| 5    | Marcel Beauvais  | André Coudert               | Norton |       | 2     |
| 6    | Werner Großmann  | Alfred Schmidt (passeggero) | Norton |       | 1     |